# United World College of the Adriatic
Das United World College of the Adriatic (UWCAd) ist das sechste von 18 United World Colleges. Die Schule im  norditalienischen Küstendorf Duino nahe Triest und Monfalcone wurde 1982 durch die Provinz Friaul-Julisch Venetien mit Unterstützung der italienischen Regierung gegründet. 190 Schüler aus ungefähr 90 unterschiedlichen Ländern legen nach einer zweijährigen Schulzeit das International Baccalaureate Diploma, eine international anerkannte Hochschulzugangsberechtigung, ab.
Alle Schüler am UWCAd besitzen ein Stipendium, das Studienkosten und die Unterkunft mit Vollpension deckt. Sie werden durch ungefähr 120 nationale Auswahlkomitees auf der Basis ihrer schulischen Leistung, ihres außerschulischen und insbesondere sozialen Engagements und ihres Entwicklungspotentials ausgewählt.
Im Schuljahr 2022/23 kamen 96 der 173 Schüler (55,5 %) aus Europa, 13,3 % aus Amerika, 11,6 % aus Asien, 9,8 % aus Afrika und 9,8 % aus dem Mittleren Osten.
Die Lage des UWCAd am Schnittpunkt der  römischen,  germanischen und  slawischen Kultur gibt dem College eine besondere Rolle im Verhältnis zu den ost- und zentraleuropäischen Staaten. So setzten Schüler aus Slowenien, Kroatien, Bosnien und Herzegowina, Serbien, Montenegro und Mazedonien auch während des Bürgerkrieges im ehemaligen Jugoslawien ihr friedliches und harmonisches Leben am United World College of the Adriatic unverändert fort.
Die Schule hat keinen Campus im herkömmlichen Sinne, sondern ist vollständig im Dorf Duino integriert. So sind die akademischen Gebäude und die Schülerwohnheime nicht zentralisiert, sondern über das Dorf verteilt. Die Schüler sind ins Dorfleben integriert. Als Teil der Erziehung nehmen alle Schüler darüber hinaus regelmäßig an sozialen Aktivitäten teil und engagieren sich für ihr Umfeld – sei es in der Zusammenarbeit mit Immigranten, Kindern und lokalen Schulen, Behinderten oder auch älteren Mitbürgern.
Gelehrt wird am United World College of the Adriatic in englischer Sprache nach den Lehrplänen der International Baccalaureate Organisation in Genf. Zur Teilhabe am dörflichen Leben lernen darüber hinaus alle Schüler Italienisch. Der besondere Respekt für den jeweiligen kulturellen Hintergrund der Schüler äußert sich u. a. darin, dass über 30 Sprachen als Muttersprache inkl. Unterricht der jeweiligen Literatur angeboten werden. Die Lehrer werden dabei international rekrutiert und teilweise sogar direkt von ihren jeweiligen Regierungen entsandt. Neben dem akademischen Programm und den „sozialen Diensten“ sind auch Sport, Kunst, Musik und Informatik integraler Bestandteil des Angebotes. Am Ende der 2 Jahre steht eine Abschlussprüfung, die weltweit zentral abgenommen und bewertet wird. Das International Baccalaureate Diploma gilt als Zulassung zu den meisten Universitäten weltweit.
Nach ihrem Abschluss können sich Absolventen des Colleges um eines der Shelby Davis Stipendien bewerben, mit denen Bachelor-Programme an erstklassigen US-amerikanischen Universitäten wie Princeton University, Brown University, Columbia University, Massachusetts Institute of Technology, Harvard University, Dartmouth College und  Middlebury College unterstützt werden.

## Bekannte Ehemalige
- Marina Catena, Direktorin des United Nations World Food Programme in Paris.[6]
- Chrystia Freeland (* 1968), Global Editor-At-Large bei Reuters, New York.[7]
- Karen Mok (* 1970), Schauspielerin und Liedermacherin – zweifache Golden-Melody-Award-Gewinnerin aus Hong Kong.[8]
- Cesare Onestini, Vorsitzende der Europäischen Stiftung für Berufsbildung
- Ghil’ad Zuckermann (* 1971), israelisch-italienisch-britisch-australischer Sprachwissenschaftler und Professor für Linguistik an der Universität Adelaide (Australien)[9]